# Bagno (Borzęcin)
Bagno – część wsi Borzęcin w Polsce, położona w województwie małopolskim, w powiecie brzeskim, w gminie Borzęcin. 
W latach 1975–1998 Bagno administracyjnie należało do województwa tarnowskiego.